# Lista najwyższych budowli w Chińskiej Republice Ludowej
Od lat 90' XX wieku w Chińskiej Republice Ludowej utrzymuje się tendencja do wdrażania projektów budowlanych o ogromnym rozmachu. Zaliczają się do nich między innymi Zapora Trzech Przełomów czy Kolej tybetańska. Chińczycy budują również coraz wyższe budowle. W kolejnych chińskich miastach takich jak Szanghaj, Pekin, Shenzhen czy Kanton budowane są coraz wyższe wieżowce i wieże. Dodatkowo Hongkong jest miastem o największym zagęszczeniu drapaczy chmur.

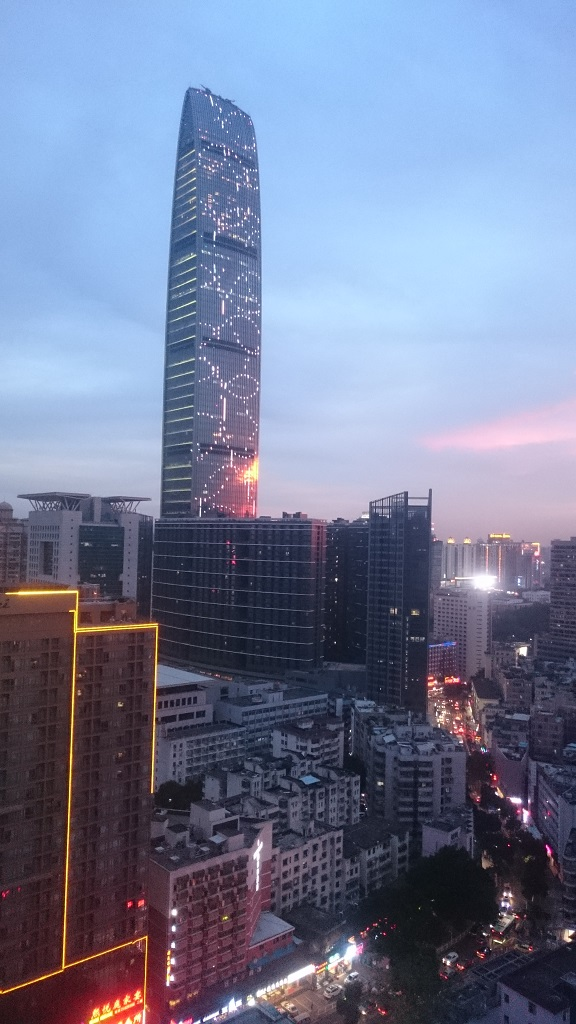
Kingkey 100. W latach 2011–2017 był najwyższym wieżowcem w Shenzhen

## Lista chińskich wolnostojących budowli mających przynajmniej 400 metrów ukończone

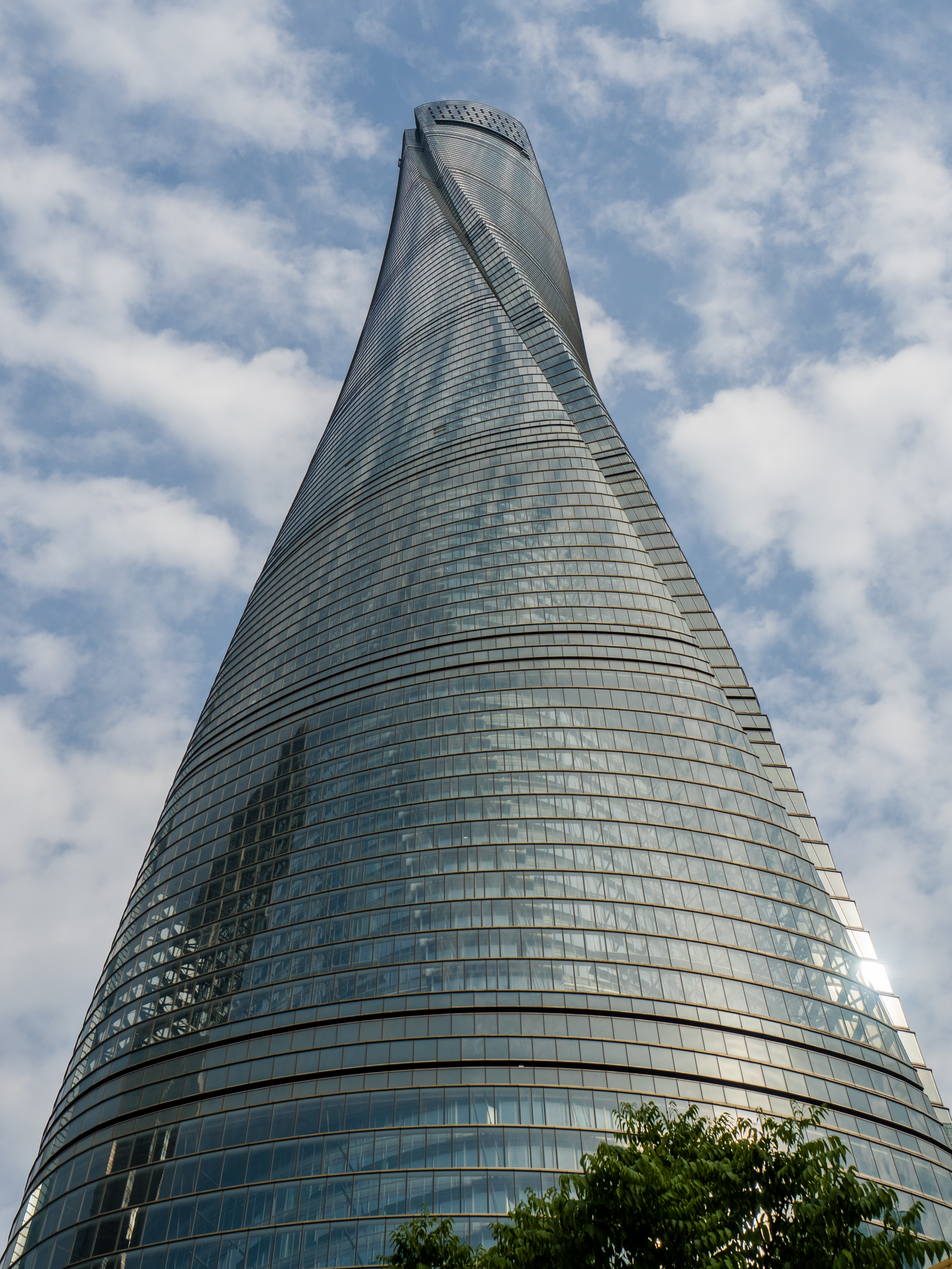
Shanghai Tower to najwyższa konstrukcja w Chińskiej Republice Ludowej

| Numer | Nazwa                                  | Lokalizacja – miasto | Liczba kondygnacji | Wysokość | Typ budowli | Rok ukończenia budowy |
| ----- | -------------------------------------- | -------------------- | ------------------ | -------- | ----------- | --------------------- |
| 1     | Shanghai Tower                         | Szanghaj             | 128                | 632,0 m  | Wieżowiec   | 2015                  |
| 2     | Canton Tower                           | Kanton               | 37                 | 604,0 m  | Wieża       | 2010                  |
| 3     | Ping An Finance Center                 | Shenzhen             | 115                | 599,1 m  | Wieżowiec   | 2017                  |
| 4     | Guangzhou CTF Finance Centre           | Kanton               | 111                | 530,0 m  | Wieżowiec   | 2016                  |
| 5     | Tianjin CTF Finance Centre             | Tiencin              | 97                 | 530,0 m  | Wieżowiec   | 2019                  |
| 6     | China Zun Tower                        | Pekin                | 108                | 527,7 m  | Wieżowiec   | 2018                  |
| 7     | TAIPEI 101                             | Tajpej               | 101                | 508,0 m  | Wieżowiec   | 2004                  |
| 8     | Shanghai World Financial Center        | Szanghaj             | 101                | 492,0 m  | Wieżowiec   | 2008                  |
| 9     | International Commerce Centre          | Hongkong             | 108                | 484,0 m  | Wieżowiec   | 2010                  |
| 10    | Oriental Pearl Tower                   | Szanghaj             | 14                 | 468,0 m  | Wieża       | 1994                  |
| 11    | Changsha IFS Tower T1                  | Changsha             | 94                 | 452,1 m  | Wieżowiec   | 2018                  |
| 12    | Zifeng Tower                           | Nanjing              | 66                 | 450,0 m  | Wieżowiec   | 2010                  |
| 13    | Suzhou IFS                             | Suzhou               | 98                 | 450,0 m  | Wieżowiec   | 2019                  |
| 14    | KK100                                  | Shenzhen             | 100                | 441,8 m  | Wieżowiec   | 2011                  |
| 15    | Guangzhou International Finance Center | Kanton               | 103                | 438,6 m  | Wieżowiec   | 2010                  |
| 16    | Wuhan Center Tower                     | Wuhan                | 88                 | 438,0 m  | Wieżowiec   | 2019                  |
| 17    | Jin Mao Tower                          | Szanghaj             | 88                 | 420,5 m  | Wieżowiec   | 1998                  |
| 18    | Tianjin Radio & TV Tower               | Tiencin              | ---                | 415,1 m  | Wieża       | 1991                  |
| 19    | Two International Finance Centre       | Hongkong             | 88                 | 412,0 m  | Wieżowiec   | 2003                  |
| 20    | Central Radio & TV Tower               | Pekin                | ---                | 410,5 m  | Wieża       | 1992                  |

## Lista Chińskich wolnostojących budowli mających przynajmniej 400 metrów w trakcie budowy.
| Numer | Nazwa                                      | Lokalizacja - miasto | Liczba kondygnacji | Wysokość | Typ budowli | Rok ukończenia budowy |
| ----- | ------------------------------------------ | -------------------- | ------------------ | -------- | ----------- | --------------------- |
| 1     | Goldin Finance 117                         | Tiencin              | 128                | 596,6 m  | Wieżowiec   | 2021                  |
| 2     | Suzhou Zhongnan Center                     | Suzhou               | 103                | 499,2 m  | Wieżowiec   | ---                   |
| 3     | Greenland Centre                           | Xi’an                | 101                | 498,0 m  | Wieżowiec   | 2024                  |
| 4     | Wuhan Greenland Center                     | Wuhan                | 97                 | 475,6 m  | Wieżowiec   | ---                   |
| 5     | Chengdu Greenland Tower                    | Chengdu              | 101                | 468,0 m  | Wieżowiec   | 2022                  |
| 6     | Corporate Avenue 1                         | Chongqing            | 99                 | 458,0 m  | Wieżowiec   | 2022                  |
| 7     | Tianshan Gate of the World Plots 27 and 28 | Shijiazhuang         | 106                | 450,0 m  | Wieżowiec   | 2025                  |
| 8     | Riverview Plaza A1                         | Wuhan                | 73                 | 436,0 m  | Wieżowiec   | 2021                  |
| 9     | Chongqing Tall Tower                       | Chongqing            | 101                | 431,0 m  | Wieżowiec   | 2023                  |
| 10    | Shandong IFC                               | Jinan                | 86                 | 428,0 m  | Wieżowiec   | 2022                  |
| 11    | Dongguan International Trade Center 1      | Dongguan             | 88                 | 426,9 m  | Wieżowiec   | 2021                  |
| 12    | Ningbo Center Tower 1                      | Ningbo               | 80                 | 409,0 m  | Wieżowiec   | 2023                  |
| 13    | Dongfeng Plaza Landmark Tower              | Kunming              | 100                | 407,0 m  | Wieżowiec   | 2022                  |
| 14    | Guangxi China Resources Tower              | Nanning              | 85                 | 402,7 m  | Wieżowiec   | 2020                  |
| 15    | Guiyang International Financial Center T1  | Guiyang              | 79                 | 401,0 m  | Wieżowiec   | 2021                  |

## Lista Chińskich wolnostojących budowli mających przynajmniej 400 metrów planowanych
| Numer | Nazwa                                          | Lokalizacja - miasto | Liczba kondygnacji | Wysokość | Typ budowli | Rok ukończenia budowy |
| ----- | ---------------------------------------------- | -------------------- | ------------------ | -------- | ----------- | --------------------- |
| 1     | Shimao Shenzhen-Hong Kong International Centre | Shenzhen             | ---                | 700,0 m  | Wieżowiec   | 2024                  |
| 2     | Baoneng Binhu Center T1                        | Hefei                | 119                | 588,0 m  | Wieżowiec   | 2024                  |
| 3     | HeXi Yuzui Tower A                             | Nanjing              | ---                | 500,0 m  | Wieżowiec   | 2025                  |
| 4     | Chushang Building                              | Wuhan                | 111                | 475,0 m  | Wieżowiec   | 2025                  |
| 5     | Wuhan CTF Finance Center                       | Wuhan                | 84                 | 475,0 m  | Wieżowiec   | 2026                  |
| 6     | Baoneng Binhu Center T2                        | Hefei                | 96                 | 465,0 m  | Wieżowiec   | 2028                  |
| 7     | Evergrande City Light                          | Ningbo               | 88                 | 453,5 m  | Wieżowiec   | 2023                  |
| 8     | Greenland Optics Valley Center Landmark Tower  | Wuhan                | ---                | 400,0 m  | Wieżowiec   | 2022                  |

## Najwyższy wieżowiec w prowincjach Chin[4]
| Prowincja           | miasto       | nazwa wieżowca                                | wysokość | rok ukończenia |
| ------------------- | ------------ | --------------------------------------------- | -------- | -------------- |
| Szanghaj            | Szanghaj     | Shanghai Tower                                | 632,0 m  | 2015           |
| Guangdong           | Shenzhen     | Ping An Finance Center                        | 599,1 m  | 2017           |
| Tiencin             | Tiencin      | Tianjin CTF Finance Centre                    | 530,4 m  | 2019           |
| Pekin               | Pekin        | CITIC Tower                                   | 527,7 m  | 2018           |
| Hongkong            | Hongkong     | International Commerce Centre                 | 484,0 m  | 2010           |
| Hunan               | Changsha     | Changsha IFS Tower T1                         | 452,1 m  | 2018           |
| Jiangsu             | Suzhou       | Suzhou IFS                                    | 450,0 m  | 2019           |
| Hubei               | Wuhan        | Wuhan Center Tower                            | 438,0 m  | 2019           |
| Liaoning            | Dalian       | Eton Place Dalian Tower 1                     | 383,2 m  | 2016           |
| Kuangsi             | Nanning      | Nanning Logan Century 1                       | 381,3 m  | 2018           |
| Chongqing           | Chongqing    | Chongqing World Financial Center              | 338,9 m  | 2015           |
| Szantung            | Yantai       | Yantai Shimao No. 1 The Harbour               | 323,0 m  | 2017           |
| Zhejiang            | Wenzhou      | Wenzhou Trade Center                          | 321,9 m  | 2011           |
| Junnan              | Kunming      | Fanya International Finance Building North    | 317,8 m  | 2016           |
| Gansu               | Lanzhou      | Honglou Times Square                          | 313,0 m  | 2018           |
| Jiangxi             | Nanchang     | Jiangxi Nanchang Greenland Central Plaza      | 303,0 m  | 2015           |
| Fujian              | Xiamen       | Xiamen Shimao Straits Tower B                 | 295,3 m  | 2015           |
| Henan               | Zhengzhou    | Greenland Zhengzhou Central Plaza South Tower | 283,9 m  | 2017           |
| Anhui               | Hefei        | China Resources Center 2                      | 280,0 m  | 2017           |
| Kuejczou            | Guiyang      | Guizhou Park Office Tower                     | 276,0 m  | 2019           |
| Shaanxi             | Xi’an        | Greenland Center Tower 1                      | 270,0 m  | 2016           |
| Shanxi              | Taiyuan      | Taiyuan Cinda IFC                             | 266,1 m  | 2019           |
| Makau               | Makau        | Grand Lisboa                                  | 258,0 m  | 2008           |
| Hajnan              | Haikou       | Haihang International Plaza Tower A           | 249,8 m  | 2014           |
| Syczuan             | Chengdu      | Chengdu International Finance Square Tower 1  | 247,0 m  | 2014           |
| Hebei               | Shijiazhuang | Kaiyuan Finance Center                        | 246,0 m  | 2012           |
| Heilongjiang        | Yichang      | Yichang Federal Cable Workshop                | 240,0 m  | 2011           |
| Sinciang            | Urumczi      | Fortune Plaza                                 | 230,0 m  | 2008           |
| Jilin               | Changchun    | Changchun HNA International Plaza             | 217,0 m  | 2015           |
| Ningxia             | Yinchuan     | Genyuan Marriott Hotel                        | 216,0 m  | 2017           |
| Qinghai             | Xining       | Xining Haihu Wanda Plaza                      | 197,1 m  | 2016           |
| Mongolia wewnętrzna | Ordos        | Cathay Pacific Plaza 1                        | 189,0 m  | 2014           |
| Tybet               | Lhasa        | Pałac Potala                                  | 117,0 m  | 1693           |